# ریور ریج، شهرستان مونرو، آلاباما
ریور ریج (به انگلیسی: River Ridge) یک منطقهٔ مسکونی در ایالات متحده آمریکا است که در شهرستان مونرو، آلاباما واقع شده‌است. ریور ریج ۳۲٫۹۲ متر بالاتر از سطح دریا قرار دارد.